# Barretto Point Park
Barretto Point Park è una parco pubblico di New York, situato lungo l'East River, nel quartiere  Hunts Point, nel Bronx: deve il suo nome a Francis J. Barretto, un mercante del XIX secolo e membro dell'Assemblea Statale che visse nella zona.

## Storia e descrizione
Fino al 1950 il sito ospitava una cava di sabbia e ghiaia e un impianto per la produzione di asfalto: tra il 1954 e il 1978 l'opera di riempimento del sito ha creato una sorta di altopiano. Nel 2001 il New York City Department of Parks and Recreation ha acquistato la proprietà dal New York City Department of Environmental Protection e dopo lavori di bonifica e pulizia è stato creato un parco, inaugurato nel 2006. Nel 2008 è stata installata una chiatta contenente una piscina di venticinque metri. Il paesaggio di Barretto Point Park richiama l'atmosfera rustica che un tempo caratterizzò Hunts Point e offre uno spazio all'aperto per i suoi residenti, con campi di pallavolo e pallacanestro. Raggiungibile in canoa, il parco si affaccia sulle Isole Brother del Nord e del Sud, luogo prediletto per gli appassionati di ornitologia.
Ad ovest del parco si trova Tiffany Street Pier, uno spazio ricreativo anch'esso con veduta sulle Isole Brother: utilizzato in precedenza come piattaforma di carico, è divenuto popolare per i pescatori e residenti alla ricerca di un posto tranquillo. Nella zona, nel 1995, è stato costruito un molo fabbricato con circa un milione e mezzo di bottiglie di plastica riciclate. Il molo ha resistito all'azione del mare ma è stato danneggiato nel 1996 da un fulmine che ne ha sciolto circa un terzo oltre al suo gazebo: ristrutturato, è stato riaperto nel 2000.